# Cambambe
Cambambe és un municipi de la província de Kwanza-Nord. Té una extensió de 5.212 km² i 88.951 habitants. Comprèn les comunes de Dange Ia Menha, Dondo, Massangano, São Pedro da Kilemba i Zenza do Itombe. Limita al nord amb els municipis de Dande i Pango-Aluquém, a l'est amb els de Golungo Alto, Cazengo i Cacuso, al sud amb els de Libolo i Quiçama, i a l'oest amb el d'Ícolo e Bengo.